# Лавецоле (Асти)
Лавецоле је насеље у Италији у округу Асти, региону Пијемонт.
Према процени из 2011. у насељу је живело 71 становника. Насеље се налази на надморској висини од 233 м.